# Korppinen (sjö i Pielavesi, Norra Savolax)
Korppinen är en sjö i kommunen Pielavesi i landskapet Norra Savolax i Finland. Sjön ligger 130,7 meter över havet. Den är 4,9 meter djup. Arean är 1,1 kvadratkilometer och strandlinjen är 5,61 kilometer lång. Sjön  ingår i Kymmene älvs huvudavrinningsområde.   Den ligger omkring 61 kilometer nordväst om Kuopio och omkring 360 kilometer norr om Helsingfors. 